# Oymayaka, Türkeli
Oymayaka là một xã thuộc huyện Türkeli, tỉnh Sinop, Thổ Nhĩ Kỳ. Dân số thời điểm năm 2011 là 167 người.